# Mont Vancouver
Pour les articles homonymes, voir Vancouver (homonymie).
Le mont Vancouver est une montagne du Canada culminant à 4 812 mètres d'altitude dans la chaîne Saint-Élie. La cime sud, qui s'élève à 4 785 mètres d'altitude, est connue comme le pic Good Neighbor (en français « pic Bon Voisin ») et constitue la frontière avec les États-Unis.
Le mont Vancouver a été nommé par William Healey Dall en 1874 en l'honneur de George Vancouver, l'explorateur de la côte sud-est de l'Alaska.